# قاتل الغوبلن
قاتل الغوبلن (باليابانية: ゴブリンスレイヤー، بالروماجي: Goburin Sureiyā) (بالإنجليزية: Goblin Slayer)‏ هي سلسلة رواية خفيفة من تأليف كومو كاغيو ورسم نوبورو كاناتسوكي، نشرت منذ 15 فبراير عام 2016. اقتبست إلى سلسلة مانغا من تأليف كوسوكي كوروسي، نشرت من قبل سكوير إنكس، منذ 25 مايو عام 2016. أنتجت إلى مسلسل أنمي تلفزيوني من قبل. استوديو وايت فوكس، عرض الأنمي في 7 أكتوبر عام 2018 واستمر عرضه حتى 30 ديسمبر عام 2018، وتكون من 12 حلقة. عرض فيلم أنمي في 1 فبراير عام 2020.

## القصة
تدور أحداث القصة في عالم خيالي، حيث يأتي المغامرون من مناطق بعيدة للانضمام إلى النقابة لكسب الذهب والمجد. تنضم كاهنة عديمة الخبرة إلى النقابة، لكنها تتعرّض للخطر في عقدها الأول المتعلق بقتل الغوبلن. بينما تم القضاء على بقية حزبها، تم إنقاذها من قبل رجل يعرف باسم قاتل الغوبلن، هو مغامر هدفه الوحيد هو القضاء على الغوبلن مع التحيز الشديد.

## الشخصيات
قاتل الغوبلن (باليابانية: ゴブリンスレイヤー، بالروماجي: Goburin Sureiyā)
أداء صوتي: يويتشيرو أوميهارا
الكاهنة (باليابانية: 女神官، بالروماجي: Onna Shinkan)
أداء صوتي: يوي أوغورا
هاي إيلف آرتشير (باليابانية: 妖精弓手، بالروماجي: Erufu)
أداء صوتي: ناو توياما
دورف شيمان (باليابانية: 鉱人道士، بالروماجي: Dowāfu)
أداء صوتي: يويتشي ناكامورا
ليزرد مان (باليابانية: 蜥蜴僧侶، بالروماجي: Rizādoman)
أداء صوتي: توموكازو سوغيتا
راعية البقر (باليابانية: 牛飼娘، بالروماجي: Ushikai Musume)
أداء صوتي: يوكا إيغوتشي
فتاة النقابة (باليابانية: 受付嬢، بالروماجي: Uketsukejō)
أداء صوتي: مآيا أوتشيدا
ويتش (باليابانية: 魔女، بالروماجي: Majo)
أداء صوتي: يوكو هيكاسا
سبير مان (باليابانية: 槍使い، بالروماجي: Yari Tsukai)
أداء صوتي: يوشيتسوغو ماتسوؤكا
سورد ميدن (باليابانية: 剣の乙女، بالروماجي: Tsurugi no Otome)
أداء صوتي: أيا إندو
الفرنسي النبيل (باليابانية: ノーブルフェンサー، بالروماجي: Nōburu Fensā)
أداء صوتي: سوميري أويساكا

## وصلات خارجية
- موقع الرواية الخفيفة الرسمي على جي إيه بونكو باللغة اليابانية
- موقع المانغا الرسمي على غانغان كوميكس باللغة اليابانية
- الموقع الأنمي الرسمي باللغة اليابانية
- قاتل الغوبلن على موقع ANN manga (الإنجليزية)